# Shining (album)
Shining è la prima raccolta del gruppo musicale norvegese omonimo, pubblicato il 13 maggio 2008 dalla Rune Grammofon.

## Descrizione
Distribuito esclusivamente su vinile, il disco contiene tutti i brani degli album In the Kingdom of Kitsch You Will Be a Monster e Grindstone, usciti rispettivamente nel 2005 e nel 2007.

## Tracce
Testi e musiche di Jørgen Munkeby, tranne dove indicato.
Lato A
1. In the Kingdom of Kitsch You Will Be a Monster – 5:40
2. Winterreise – 3:33
3. Stalemate Longan Runner – 4:15 (Andreas Hessen Schei, Jørgen Munkeby)
4. To Be Proud of Crystal Colors Is to Live Again – 0:49
5. Moonchild Mindgames – 3:06
6. The Red Room – 2:16
7. Asa Nisi Masa – 1:52
8. To Be Proud of Crystal Colors Is to Live Again – 1:09

Lato B
1. Psalm – 7:20
2. -... . --.-. .... – 2:07
3. 1:4:9 – 5:03
4. Fight Dusk with Dawn – 6:53

Lato C
1. Goretex Weather Report – 5:00
2. Redrum – 1:37
3. Romani – 3:19
4. Perdurabo – 3:02
5. Aleister Esplains Everything – 3:23
6. 31=300=20 (It Is by Will Alone I Set My Mind in Motion) – 4:24

Lato D
1. Where Death Comes to Cry – 2:22
2. The Smoking Dog – 3:57
3. Magazine RWRK – 6:32
4. You Can Try the Best You Can – 5:21